# Tommy Ingebrigtsen
Tommy Ingebrigtsen (n. 8 august 1977, Trondheim, Norvegia) este un săritor cu schiurile ce a reprezentat Norvegia, medaliat olimpic. A participat la 2 ediții ale Jocurilor Olimpice (2002, 2006) în care a câștigat o medalie de bronz.